# Tjärnet, Bohuslän
Tjärnet är en sjö i Strömstads kommun i Bohuslän och ingår i Strömsån-Enningdalsälvens kustområde.